# Præsentationslaget
Præsentationslaget er et af de syv lag i OSI-modellen.
Præsentationslaget oversætter dataformater, hvis de to kommunikerende computere ikke bruger samme tegnsæt, byterækkefølge eller på anden måde opbygger informationerne forskelligt.
| Telekommunikation | Spire Denne artikel om telekommunikation er en spire som bør udbygges. Du er velkommen til at hjælpe Wikipedia ved at udvide den. |